# ベダリアテントウ
ベダリアテントウ（Vedalia瓢虫、学名：Rodolia cardinalis）は、テントウムシ科に分類されるオーストラリア原産の甲虫の一種。体長約4mm。柑橘類の害虫である同じくオーストラリア原産のイセリアカイガラムシの天敵で、幼虫成虫ともにこれらを捕食する。このため生物農薬として導入されるなどして全世界の柑橘類栽培地域に生息するようになった。和名の「ベダリア」は新種記載の際の属名 Vedalia に由来するが、この属名自体の語源や意味は知られておらず、新ラテン語（ラテン語形の新造語）であろうとも言われている。

## 概要
農作物の害虫に対する生物的防除の歴史においてベダリアテントウは非常に有名である。柑橘類に壊滅的な被害を与えることもある害虫イセリアカイガラムシの天敵として、19世紀後半のオーストラリアからアメリカへ導入され、非常に画期的な防除効果をもたらした。これにより続く数十年のうちに世界中の柑橘類栽培地域に導入され、19世紀末に柑橘類栽培の最も恐ろしい災厄とみなされていた害虫を劇的かつ決定的に退治した。
和名のベダリアは、本種が新種として記載されたときに Vedalia 属（現在は Rodolia 属の異名）に置かれていたため、英名で vedalia beetle や vedalia ladybird などと呼ばれていたことによる。この Vedalia や現在の属名 Rodolia はともにミュルサン（Mulsant）（1850） が創設した属名であるが、いずれにも語源等の説明がないため由来は不明である。ウェブスター辞典オンライン版（メリアム＝ウェブスター）では Vedalia も Rodolia も、おそらくは新ラテン語（任意の文字を組み合わせてラテン語形にした新造語）であろうとしている。

## 分布
- 在来個体群：オーストラリア
- 外来個体群：柑橘類が栽培される全て大陸に導入され定着している。
  - 南北アメリカ--（アメリカ合衆国、中央アメリカ、カリブ、ベネズエラからチリ・アルゼンチンまでの南アメリカ）
  - ヨーロッパ--（イベリア半島、フランス、イタリア、バルカン半島、ロシアなど）
  - アジア--（日本、インド、フィリピン、台湾、シベリアなど）
  - アフリカ--（マグリブ、南アフリカなど）
  - オセアニア--（ハワイ、グアムなど）

## 形態

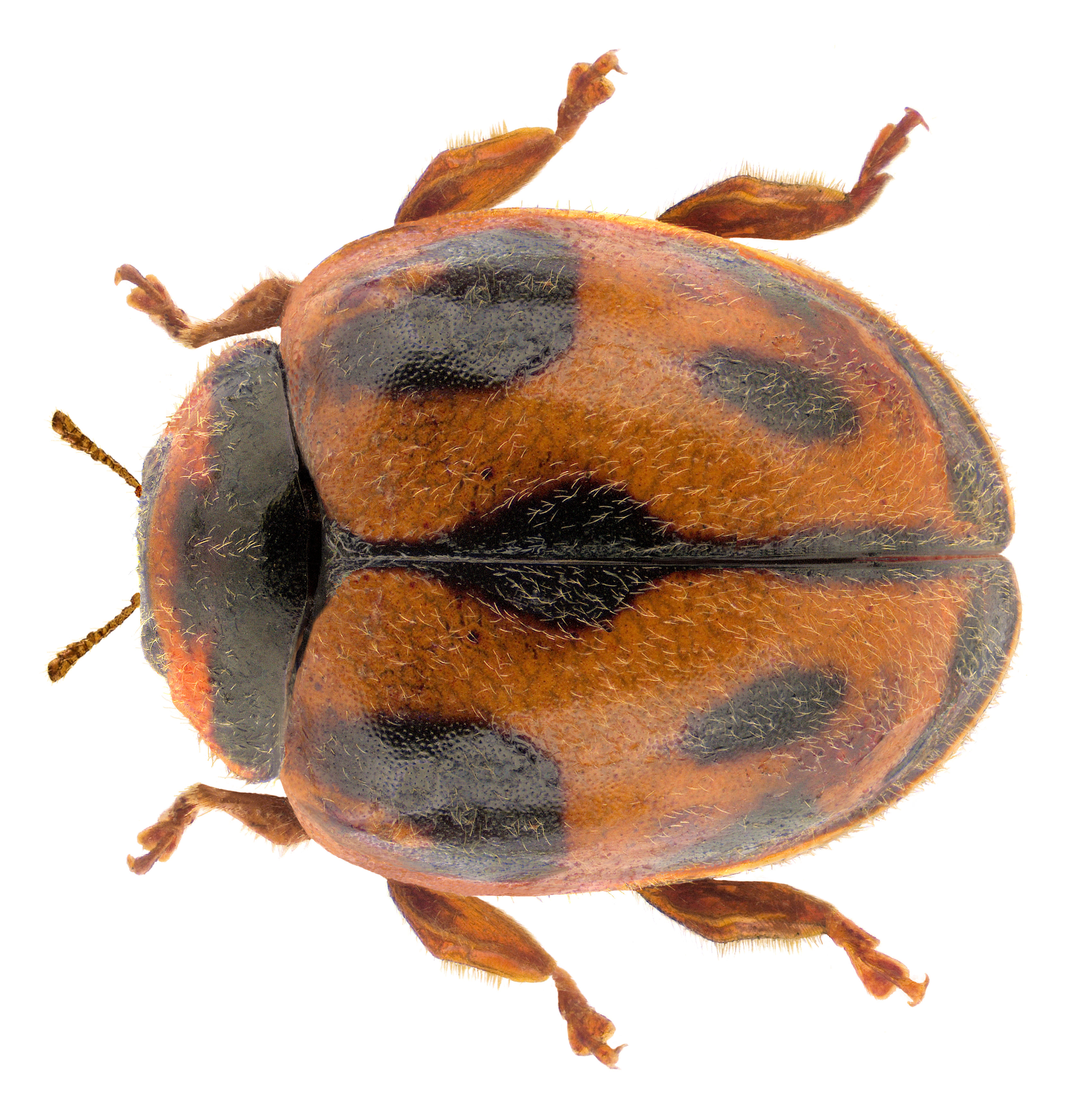
成虫
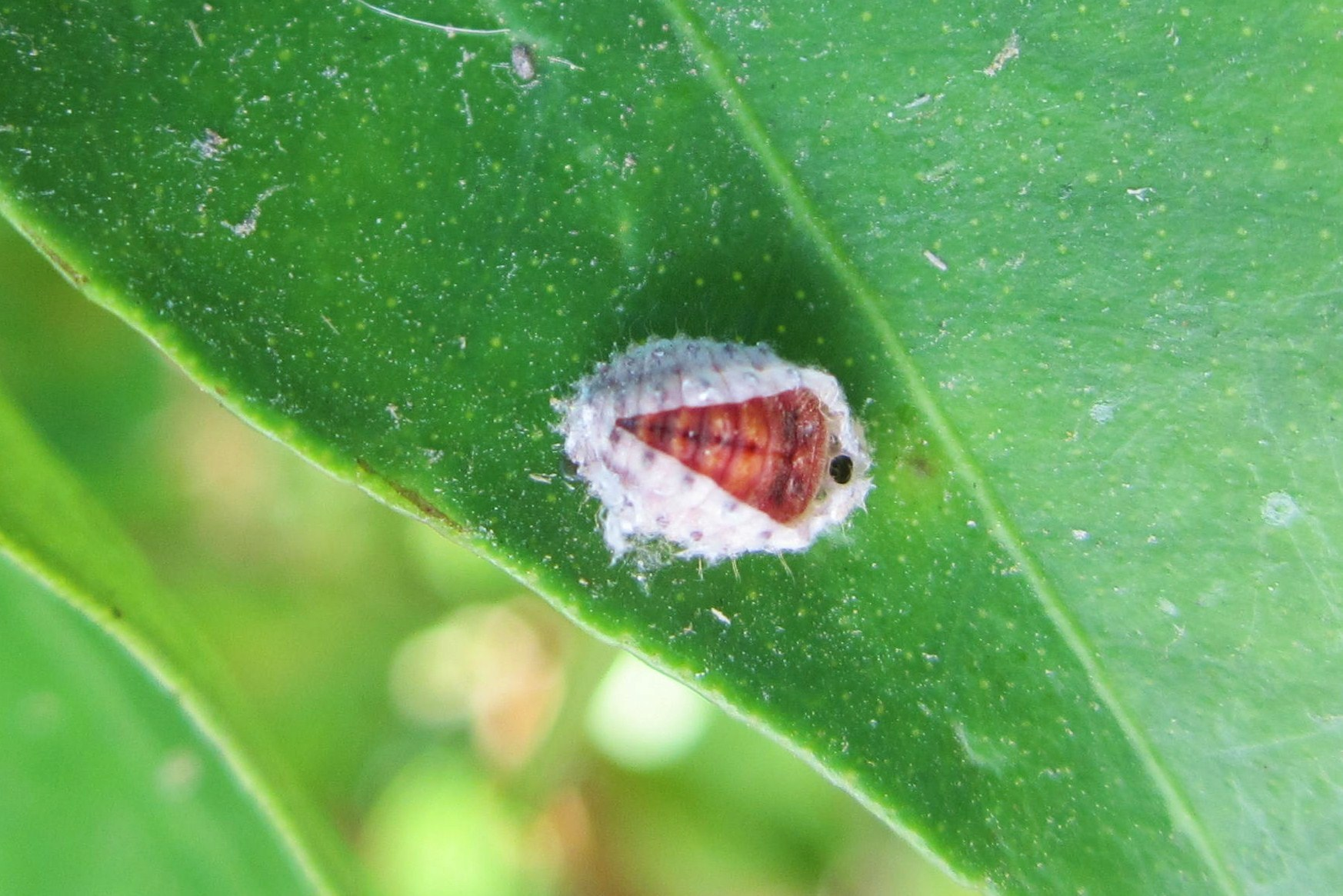
蛹
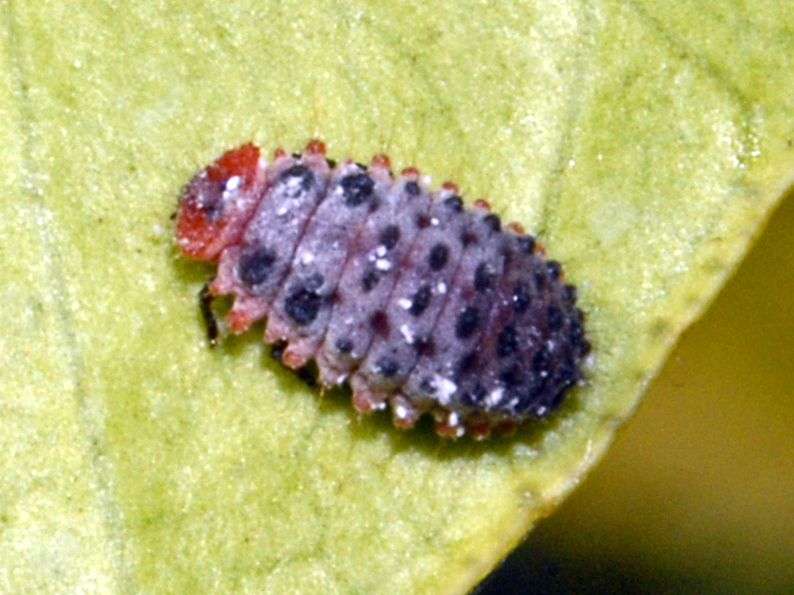
幼虫

成虫は密生する短い毛で覆われ、赤紫色に黒い紋を配した2から4mmの半球の体を持つ。頭と腹部の尻の部分は黒い。上翅背面に5個の黒紋があり、そのうち1個は中央に、他の4個はその前後の左右に並ぶ。そのうち前方の肩の2紋は湾曲しており、左右を合わせると漢字の「八」の字を太く書いたような形になっている。ただし5個の斑紋の大きさには個体変異があり、各紋が部分的に融合している場合もある。
触角は短くわずかに湾曲し、8つの節からなり、基部で顕著に広がる。脚には大きな広い脛節があり、不定形に平たく、付節を使わず体を支えられる。付節は3つの節からなる。
幼虫は5mmに達し、胸部に黒い紋を保つ赤い色をしている。背に剛毛を生やした一連の膨らみがある。蛹は4から5mmで赤色だが、腹部にあたる部分が時とともに暗い色になる。

### 似た種類
ムツボシテントウは斑紋が似ているが、体長が2.0-2.6mmとやや小さく、体表に毛が少なく光沢がある。ヨツボシテントウ（2.9-3.7mm）や外来種のモンクチビルテントウ（2.3-3.0mm）も斑紋等が似ているが、両種とも前方両側の肩紋は類円形で、左右合わせて「八」の字状になるベダリアテントウの肩紋とは異なっている。

## 生態

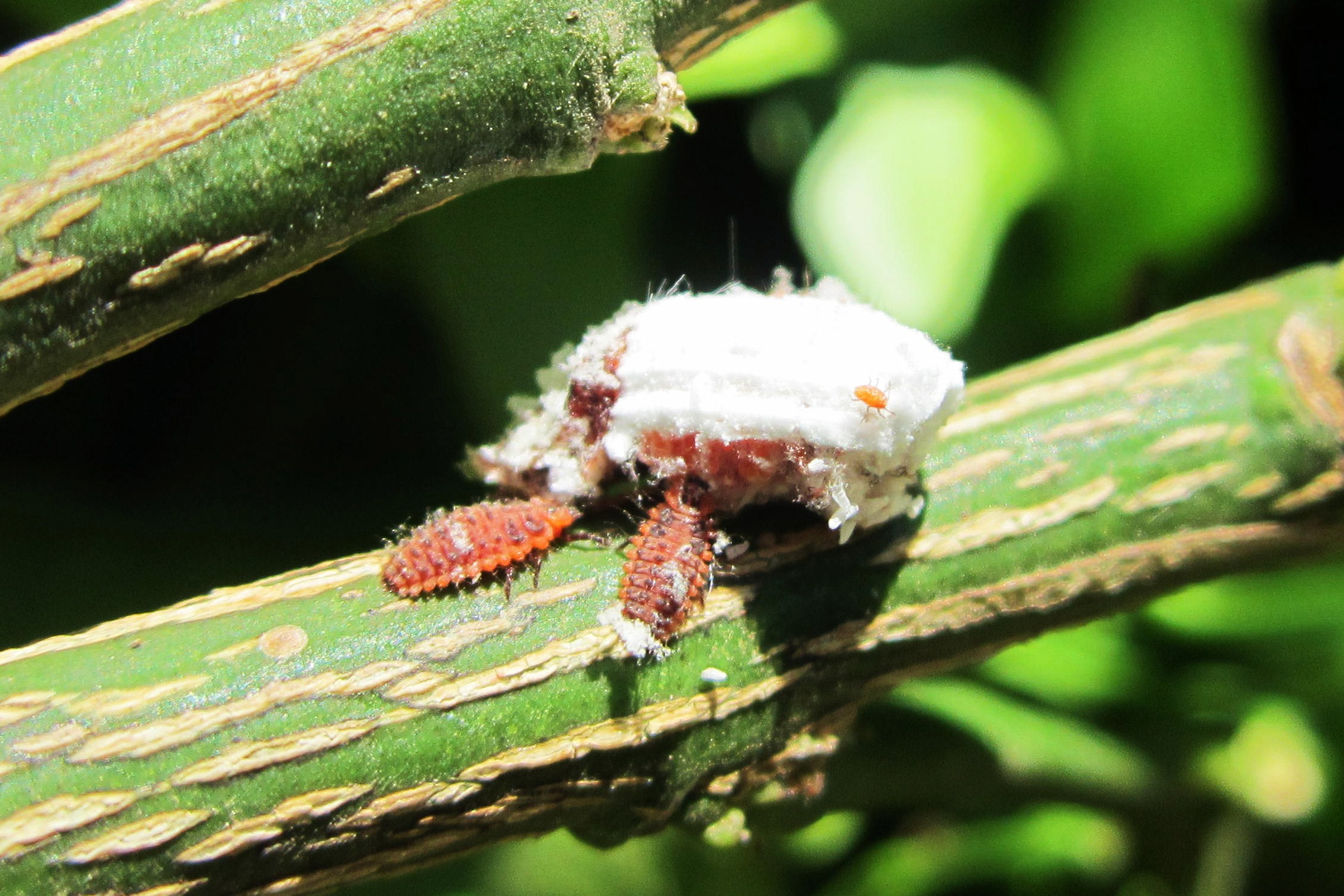
イセリアカイガラムシを捕食する幼虫

ベダリアテントウは基本的に単食性で、柑橘類につくイセリアカイガラムシだけを捕食する。場合により他の虫も捕らえるが、ワタフキカイガラムシ科の種に限られる。幼虫も成虫もイセリアカイガラムシを猛烈に捕食し、その卵や幼虫も餌にする。餌が少ないときには共食いする。
気候の違いで世代数が変化する。暑い地方では年に8世代に達するが、イタリアでは5、6世代である。発生の周期は夏の間は短くなって20から25日程度である。成虫、幼虫、蛹で越冬するが、それができるのは冬が厳しくない地方だけで、寒い所では冬を越せない。繁殖力は高く、雌は複数回産卵し、1回に300から600の卵を産み、次回の産卵までの間は1か月かそれ以下である。成虫になるまでに4齢の幼虫と蛹を経過する。
ベダリアテントウの限界は、冬が寒い地方への適応困難にあり、そうした場所でイセリアカイガラムシがはびこる場合には春ごとに導入し直す必要がでてくることになる。その場合でも旺盛な増殖力により比較的短い期間でイセリアカイガラムシを抑制することができる。というのも、イセリアカイガラムシの世代数は年2、3回に限られ、捕食者の半分にすぎないからである。ベダリアテントウの貪食と繁殖力が、防除の実行部隊役を果たすにあたって本質的要素となる。
さらに、顕著な単食性が移入地への外来種問題を抑止し、コントロールを容易にしている。駆除すべきカイガラムシを食い尽くせば共食いを始め自然に数を減らしていく。

## 分類
原記載
- - Vedalia cardinalis Mulsant, 1850; Annls Sci. Phys. nat. Lyon ser. 2, Tom. 2: p. 906 [1].

タイプ産地
- - la Nouvelle Hollande（ニューホランド）＝オーストラリア

タイプ標本
- - 体長4.2mm、体幅3.3mm [1] （オックスフォード大学・ホープ昆虫コレクション / Hope Entomological Collections ）[3]

## 人の利用

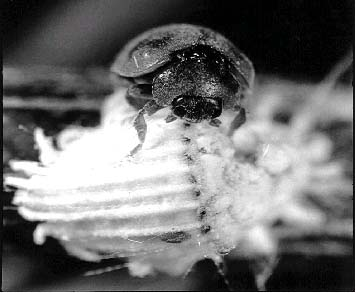
イセリアカイガラムシの成虫を捕食するべダリアテントウ

ベダリアテントウの利用方法は、農業環境と気候によって異なる。現在は世界的に分布しており、イセリアカイガラムシの被害地域にベダリアテントウがいない事態は次のいずれかに限られるはずである。
- イセリアカイガラムシの害を被る農産物を特定環境で最初に導入した場合。ワタフキカイガラムシは通常柑橘類を攻撃するが、イタリアではトベラ属やエニシダ属（特にレダマ）にもよく付く。捕食者がいないこところにイセリアカイガラムシが最初に入ってくると、被害が容易に広がっていく。
- 厳冬地帯。ベダリアテントウは冬の低温に適応していないので、そのような環境にさらされると越冬個体が死んでしまう。しかし冬の寒さに耐えられないのは柑橘類も同じなので、柑橘類が栽培されている地域にはベダリアテントウが見られるのが普通である。
- 殺虫剤の無差別な使用による環境悪化。イセリアカイガラムシの被害は広範囲の殺虫剤にさらされた柑橘類果樹園で頻繁に起きる。そうした方法はベダリアテントウの数を減らしてしまう。

歴史的にベダリアテントウは散布という方法で成功裏に利用されてきた。ひとたび適応に好ましい条件下で導入されれば、この甲虫はそのまま数が増え、再導入は必要ない。本種の増殖力がモデル通りに働いて、イセリアカイガラムシの数を低く保つ。前述の三つのシナリオで言えば、散布法は第一のケースで活用できる。そして柑橘類について言えば、イセリアカイガラムシの攻撃は果樹園内の孤立した木に対してだけ起きるはずである。第二の条件では接種法に頼り、イセリアカイガラムシの繁殖期間ごとにベダリアテントウを放たなければならない。第三の状況での捕食者の接種は、低影響の技術による柑橘栽培再生の例を劇的・決定的な結果で示してくれるだろう。この場合、捕食者の接種は防護手段の全体的見直しの中で投入されるべきである。
放す数は、イセリアカイガラムシの広がりの程度による。通常、低い密度で放しても、ベダリアテントウの繁殖力をもってすれば十分補える。孤立した樹木が被害を受けた場合には、短期間で害虫の数を許容範囲に押さえ込むのに雄雌3匹ずつで足りる。被害が拡散している場合には、被害の程度と地域的分断の程度により、放す数を調整する必要があるだろう。
特に重要なのは、ベダリアテントウを放す時期の選択である。捕食活動は特にカイガラムシの卵と幼虫に対してなされ、獲物の不足は必然的にベダリアテントウの繁殖力の低下をもたらし、共食いを増やす。放すのはイセリアカイガラムシの繁殖期に合わせるべきである。それは地中海地方では春の早い時期と、夏の終わりか秋の初めである。

## 歴史

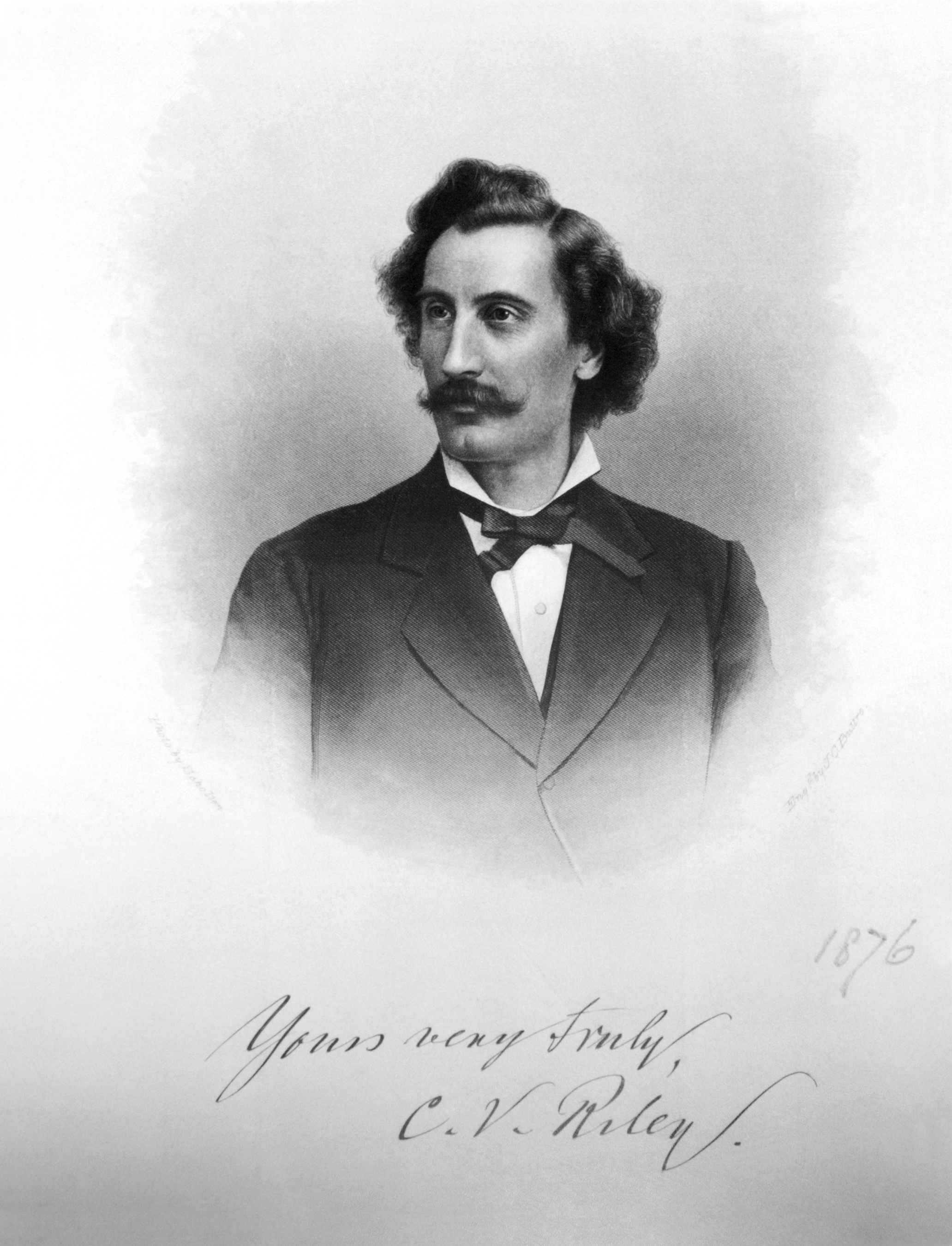
アメリカに導入したライリー
(Charles Valentine Riley)

ベダリアテントウの歴史は、生物的防除と緊密に結びつけられている。古くから人は益となる生物の活動から利益を得ていることを多少とも自覚してきたが、自給自足的な体制にもとづく農業では、害虫の天敵が自然界と似た条件で働く性格を持っていた。19世紀になって、大陸間の交易が盛んになり、生産増加に向けた集約的農業が発達した結果、外来生物のもたらす被害が深刻になり、植物防疫の問題が重要と認められるようになってきた。重大な被害の中には、アイルランドに1845年から1846年のジャガイモ飢饉をもたらしたジャガイモ疫病菌 (Phytophthora infestans)、1863年にはじまり1890年までにヨーロッパの大部分のブドウ園に破滅をもたらしたブドウネアブラムシがある。
歴史的・社会的・経済的な見地からすると限定的なものではあったが、似たような事態が19世紀半ばのカリフォルニアにも起きた。この地域では柑橘類の集約的栽培が盛んで、一世紀以上前から世界的に有名な産地になっている。1868年、カリフォルニアの果樹園にオーストラリアからワタフキカイガラムシが偶然に入ってきた。天敵がいなかったため深刻な荒廃が急速に広がり、カリフォルニアの柑橘栽培は激減し、全廃のおそれさえ出てきた。

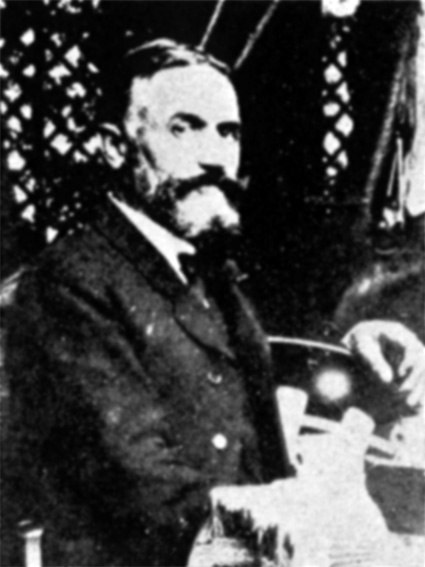
オーストラリアに派遣されたケーベレ
(Albert Koebele)

既に1864年、アメリカの外交官ジョージ・パーキンス・マーシュは、貿易によって侵入する有害生物がもたらす被害を憂慮して、可能な唯一の対処法は原産地から天敵を輸入することだという考えを著書で定式化していた。1886年に、アメリカ農務省昆虫局の長官チャールズ・バレンタイン・ライリーは、アルバート・ケーベレをイセリアカイガラムシの天敵を探し集める任務につけて派遣した。ケーベレはオーストラリア人のフレイザー・S. クロウフォードによってアデレードに招かれ、有用な可能性がある虫を多数集めて送った。送り出されたサンプル1000頭のうち半分はハエ目の寄生バエの一種 (Cryptochaetum iceryae) で、残る約500頭がベダリアテントウの成虫であった。アメリカではダニエル・ウィリアム・コキレットがベダリアテントウの大量養殖に没頭し、1万頭以上がただちにカリフォルニアの柑橘果樹園に放たれた。

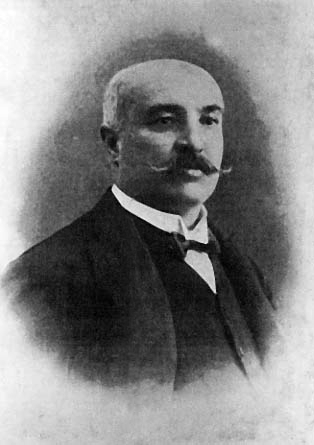
イタリアに導入したベルレセ
(Antonio Berlese)

結果は驚くべきもので、昆虫学の学史では生物的防除の最大級の適用例として引かれる。ベダリアテントウは、部分的には同時に輸入された寄生ハエに助けられ、2年（1886年–1887年）でイセリアカイガラムシの個体数を許容可能なレベルに押さえ込み、全滅に瀕していた生産を回復させた。チャールズ・バレンタイン・ライリーが多くの人に近代的生物的防除の父とみなされるのは偶然ではない。この目覚ましい成功の影響で、半世紀以上にわたり、世界のあらゆる場所の侵入害虫に対して同じ方法が熱心に模倣されるようになった。とはいえ、いつもベダリアテントウのような目立った結果が得られたわけではない。
イタリアでは1900年に農園でイセリアカイガラムシが発見され、約1年後にアントニオ・ベルレセがベダリアテントウをイタリアに導入し、成功した。他の国でも同時かやや遅れてイセリアカイガラムシが見つかり、同様の対処が実施された。成果はカリフォルニアほど目覚ましくなかったが、それは被害の初期段階で対策が講じられたためとすべきである。
当時日本の植民地だった台湾には、1905年にイセリアカイガラムシが発見され、急速に分布を拡大した。日本の農商務省は1908年に素木得一技師をアメリカに派遣し、1910年にベダリアテントウを導入した。日本では1908年にイセリアカイガラムシがアメリカからの輸入苗に付着して侵入したらしく、1911年に日本の静岡県で被害が発生した。この年のうちに台湾からベダリアテントウを導入し、翌年から配布した。両種はそのまま定着し、今に至るまでイセリアカイガラムシは対策の必要がない水準に抑えられている。